# Alexander Judajewitsch Gorelik
Alexander Judajewitsch Gorelik (russisch Александр Юдаевич Горелик; * 9. August 1945 in Moskau, Sowjetunion; † 27. September 2012 in Tutschkowo, Oblast Moskau, Russland) war ein sowjetischer Eiskunstläufer, der im Paarlauf startete.
Seine Paarlaufkarriere begann Gorelik mit Tatjana Scharanowa. Mit ihr wurde er Siebter bei der Europameisterschaft 1964. 
Danach trat Gorelik an der Seite von Tatjana Schuk an. Mit ihr gewann er 1965 auf Anhieb die Bronzemedaille sowohl bei der Europameisterschaft wie auch der Weltmeisterschaft, beide Male bei Siegen von Ljudmila Beloussowa und Oleg Protopopow. 1966 verbesserten sich Gorelik und Schuk und wurden in Bratislava Vize-Europameister und in Davos Vize-Weltmeister hinter ihren Landsleuten. Das gleiche Ergebnis erzielten sie bei ihrem letzten Auftritt bei Weltmeisterschaften im Jahr 1968 in Genf und bei den Olympischen Spielen 1968 in Grenoble, wo sie die Silbermedaille hinter Beloussowa und Protopopow gewannen.   
Im Jahr 1969 wurde Tatjana Schuk schwanger. Daraufhin beendete sie ihre Amateurkarriere zum Leidwesen von Alexander Gorelik. Nachdem der Versuch, mit Irina Rodnina ein Paar zu bilden fehlschlug, beendete auch er seine Karriere. Später betätigte er sich als Schauspieler und trat auch für kurze Zeit mit Schuk in Eisrevues auf. Er trainierte die sowjetische Eiskunstlaufmannschaft bei den Olympischen Spielen 1976. Seit 2001 kommentierte Gorelik für das russische Fernsehen. 

## Ergebnisse

### Paarlauf
(mit Tatjana Schuk)
| Wettbewerb / Jahr           | 1965 | 1966 | 1967 | 1968 |
| --------------------------- | ---- | ---- | ---- | ---- |
| Olympische Winterspiele     |      |      |      | 2.   |
| Weltmeisterschaften         | 3.   | 2.   |      | 2.   |
| Europameisterschaften       | 3.   | 2.   |      |      |
| Sowjetische Meisterschaften |      | 2.   |      |      |